# Ipomoea mairetii
Ipomoea mairetii ist eine Pflanzenart aus der Gattung der Prunkwinden (Ipomoea) aus der Familie der Windengewächse (Convolvulaceae). Die Art ist in Amerika verbreitet.

## Beschreibung
Ipomoea mairetii ist eine verholzende Kletterpflanze, die oftmals sehr groß wird und an Bäumen herauf wächst. Die Stämme sind dicht seidig oder etwas filzig behaart. Die Laubblätter sind lang gestielt; die Blattspreite ist abgerundet-eiförmig oder fast nierenförmig, meist 7 bis 15 cm lang oder auch länger. Nach vorn sind sie spitz oder zugespitzt, an der Basis sind sie schwach oder tief herzförmig oder dreilappig. Die Blattoberseite ist meist grün gefärbt und dicht filzig mit anliegenden Trichomen behaart, die Unterseite ist sehr dicht silbrig-seidig behaart.
Die Blütenstände bestehen aus mehreren Blüten, die Blütenstandsstiele sind genauso lang oder kürzer als die Laubblätter. Die beständigen Tragblätter sind groß, eiförmig und nach vorn spitz oder zugespitzt. Die Blütenstiele haben eine Länge von 1 bis 3 cm. Die Kelchblätter sind eiförmig oder breit eiförmig und 2 bis 2,5 cm lang, spitz und dicht seidig behaart. Die Krone ist leuchtend rosa-violett gefärbt und wird 7 bis 8 cm lang. Die Kronröhre ist außen dicht weißlich behaart.
Die Früchte sind kugelförmige, 1 cm durchmessende, unbehaarte Kapseln. Die Samen sind schwärzlich und fein dicht behaart.

## Verbreitung
Die Art ist in Guatemala, in Mexiko, El Salvador und Honduras verbreitet. Sie wächst dort in feuchten aber auch relativ trockenen Dickichten und Wäldern, oft ist sie in Kiefer-Eichen-Wäldern zu finden. Sie bevorzugt Höhenlagen zwischen 650 und 1900 m.